# Bawandidi
I Bawandidi, o Bāvandidi (in persiano باوندیان‎, Bāw[v]andiyān), sono stati una dinastia islamica scomparsa che ebbe il controllo e governò in parte il Ṭabaristān (oggi Māzandarān), nel nord dell'Iran, tra il 651 e il 1349, talvolta come realtà indipendente oppure in veste di vassalla nei confronti delle più potenti realtà politiche locali.
Governarono, in questa o quella veste, per 698 anni, diventando così la seconda più duratura dinastia iranica dopo i Paduspanidi, o Baduspanidi (in persiano بادوسپانیان‎, Bāduspāniyān).

## Origini
La dinastia pretendeva di discendere da Bāv, addicato come nipote del principe sasanide Kawūs, fratello di Khosrow I (Cosroe I), e figlio dello Shāh Kavad I (r. 488–531), che si afferma fosse riparato in Ṭabaristān in seguito alla vittoriosa conquista islamica della Persia.
Unificò le popolazioni locali attorno a lui, respinse i primi attacchi arabi e regnò per 15 anni fin quando non fu ucciso da un certo Valash, che governò il Paese per 8 anni. Il figlio di Bāv, Sohrāb (Sohrab I) o Sorkhāb, si eresse come Perim sulle montagne orientali del Ṭabaristān, di cui la sua famiglia divenne sovrana. Lo studioso J. Marquart propose tuttavia un'identificazione alternativa del leggendario Bāv con un sacerdote zoroastriano ("mago") della fine del VI secolo di Rei. La studiosa iraniana Parvaneh Pourshariati, nel suo riesame dell'ultima storia sasanide, afferma che in quel nome di Bāv confluiscono vari componenti del potente Casato di Ispahbudhan (ossia Ispāhbādh): Bawi, suo nipote Vistahm e il suo bisnipote Farrukhzad. Ella ricostruisce gli eventi della metà del VII secolo come dimostrazione di una guerra civile tra i clan rivali degli Ispahbudhan e dei Valash Casato di Karen (Carenidi o Kārēn-Pahlaw), prima che il Dabuyide Farrukhan il Grande conquistasse il Tabaristan e rendesse suoi vassalli i suoi signori.
Il casato Dabuyide governò quindi il Tabaristan fin quando gli arabi Abbasidi sottomisero la regione nel 760.

## Storia
Fu dopo la conquista abbaside che i Bawandidi entrarono nella storia documentata, con Sharwin I, che nella più tarda tradizione viene indicato come bisnipote di Surkhab I.
La dinastia è comunemente divisa in tre branche principali: la Kayūsiyya, così chiamata a causa di Kayūs ibn Kubad, il leggendario eponimo Kāwūs figlio di Kavād, la cui discendenza avrebbe governato il Paese dal 665 al 1006, quando la famiglia era rappresentata da Qābūs ibn Wushm[a]gīr.
In seguito numerosi componenti della famiglia continuarono a governare in varie località, dando vita a una seconda branca, quella degli Ispahbadhiyya, nel 1073. La loro capitale fu Sārī, e il loro governo si estese sul Gilan, Ray e Qumis, come pure sul Tabaristan, malgrado fossero per lo più vassalli dei Selgiuchidi e poi dei Khwarezmshah. La branca si estinse nel 1210 con l'assassinio di Rustam V, e il Khwārezmshāh Muḥammad II assunse il controllo diretto della regione.
La terza branca fu quella della Kinakhwariyya, sorta nel 1237 in seguito all'invasione mongola e al diffuso caos che ne derivò. La dinastia visse i suoi ultimi tempi come vassalla dei Mongoli, fino a quando la dinastia si estinse nel 1349.

### Branca della Kayūsiyya
Dopo la scomparsa dei Dabuyidi, due importanti dinastie locali rimasero nel Tabaristan: i Bāwandidi sulle montagne orientali e i Qarinidi, che si atteggiarono a eredi dei sovrani dabuyidi, sulle catene montuose centrali e occidentali. Entrambi rivendicavano l'origine e la titolazione sasanide, con i Bāwandidi che si autoproclamavano "re del Tabaristān" e, come i Carenidi, rivendicavano il titolo di "ispahbadh".
Sharwin I, col signore carenide Vandad Hormozd, guidò la resistenza locale all'aggressore islamico e ai suoi sforzi di islamizzazione e d'insediamento avviati dal Governatore barmecide Khalid ibn Barmak (768–772). Con la sua morte, i principi indigeni distrussero le città che egli aveva fatto costruire sull'altopiano, e malgrado essi avessero nel 781 affermato la loro lealtà nei confronti del Califfato, nel 782 lanciarono una rivolta generale anti-islamica che fu solo domata dal 785, quando Sa'id al-Harashi guidò 40 000 soldati nella regione. 
I rapporti col governatore califfale delle pianure si accrebbero  ma i principi bawandidi e carenidi rimasero uniti nella loro opposizione alla penetrazione musulmana negli altopiani, al punto che proibirono colà persino la sepoltura dei musulmani. Si ebbero atti isolati di sfida, come l'uccisione di un esattore del fisco islamico, ma quando i due principati furono minacciati prima dell'805, durante il califfato di Harun al-Rashid, essi promisero lealtà e il pagamento delle tasse, e furono costretti a consegnare i propri figli come ostaggi per 4 anni.
Alla sua morte nell'817, a Sharvin succedette il nipote Shahriyar I, che tentò di estromettere il carenide Mazyar dal suo dominio. Mazyar fuggì nella corte del Califfo al-Maʾmūn, abbracciò l'islam e nell'822/23 tornò col sostegno del governatore abbaside per vendicarsi: Il figlio e successore di Shahriyar, Shapur, fu sconfitto e ucciso e Mazyar unificò l'altopiano sotto il suo governo. Il suo potere crescente lo portò in contrasto coi musulmani insediatisi ad Amul, ma egli fu in grado di impadronirsi della città e a ricevere il riconoscimento del suo governo in tutto il Tabaristan dalla corte califfale. Infine entrò tuttavia in contrasto con 'Abd Allah ibn Tahir, e nel 839 cadde nelle mani dei Tahiridi, che assunsero a quel punto il controllo dell'intero Ṭabaristān.
I Bāwandidi approfittarono dell'opportunità per recuperare i loro territori ancestrali: il fratello di Shapur, Qārin I, aiutò i Tahiridi contro Mazyar e fu ricompensato con i territori e il titolo reale di suo fratello. Nel 842 si convertì all'islam.
Questo periodo vide la rapida islamizzazione della popolazione indigena del Ṭabaristan. Malgrado la maggioranza avesse accolto la versione sunnita dell'islam, anche lo sciismo si affermò, specialmente ad Āmul e nelle aree circostanti Astarabad e Gurgan. Nel 864, un Alide zaydita, Hasan ibn Zayd, fu invitato in Ṭabaristān, e assunse il controllo della provincia con l'aiuto dei Daylamiti.
I Bāwandidi rimasero costantemente ostili alla dinastia alide e il nipote di Qārin, Rustam I, pagò con la vita questo atteggiamento nel 895, quando l'alide Rafi' ibn Harthama lo torturò a morte. I sunniti Samanidi cacciarono gli Alidi nel 900, ma nel 914 un parente di Ḥasan ibn Zayd, Hasan al-Utrush, provò a cacciare i Samanidi, restaurare il controllo alide della provincia e obbligare i Bāwandidi e i Carenidi ad accettare il suo dominio.
La storia dei Bawandidi è esposta dettagliatamente nei lavori di Ibn Isfandyār e di Mar'ashi, che nei loro lavori prendevano le mosse dalle storie locali, che ottennero grande consenso in Iran dopo l'anno 1000 d.C. Sappiamo che essere erano legate alla dinastia Ziyaride, tramite il matrimonio di Mardanshah, padre di Ziyār, con la figlia di uno dei re Bawandidi. Il predominio dei sovrani Bawandidi apparentemente proseguì nel periodo selgiuchide e in quello mongolo. Uno dei più importanti sovrani, Shah Ghazi Rustam, sconfisse severamente gli Ismailiti che avevano acquisito grande potere in Tabaristan e che avevano realizzato progressi significativi nel consolidamento del potere nelle province del Caspio.
Dopo la conquista mongola, i Bawandidi rimasero gli "uomini forti" del Tabaristan, e talora del Daylam. Il loro potere fu infranto infine intorno al 1350, quando Kiyā Afrāsiyāb della dinastia Afrāsiyāb, germinati a loro volta dai Bāwandidi, riuscirono sopprimere Hasan II del Tabaristan, ultimo esponente della linea principale dei re bawandidi.

## Cultura
I Bawandidi collegavano la loro dinastia all'Impero sasanide. Ancora ai primi del XIII secolo, il loro cerimoniale d'incoronazione veniva riferito al più remoto passato, come ben descritto dallo storico iranico del XIII secolo, Ibn Isfandiyar.

## Regnanti bawandidi

### Kayusiyya
- Farrukhzad (651–665)
- Valash (usurpatore, 665–673)
- Surkhab I (673–717)
- Mihr Mardan (717–755)
- Surkhab II (755–772)
- Sharwin I (772–817)
- Shahriyar I (817–825)
- Shapur (825)
- Regno del carinide Mazyar (825–839)
- Qārin I (839–867)
- Rustam I (867–895)
- Sharwin II (896–930)
- Shahriyar II (930–964)
- Rustam II (964–979)
- al-Marzuban (979–986)
- Sharwin III (986)
- Shahriyar III (986–987)
- al-Marzuban (987–998)
- Shahriyar III (998)
- al-Marzuban (998–1006)
- Abu Ja'far Muhammad (???-1027)
- Qārin II (1057–1074)

### Ispahbadhiyya
- Shahriyar IV (1074–1114)
- Qārin III (1114–1117)
- Rustam III (1117–1118)
- ʿAlī I (1118–1142)
- Shah Ghazi Rustam (1142–1165)
- Ḥasan I (1165–1173)
- Ardashīr I (1173–1205)
- Rustam V (1205–1210)

### Kinkhwariyya
- Ardashir II (1238–1249)
- Muhammad (1249–1271)
- Ali II (1271)
- Yazdagird (1271–1300)
- Shahriyar V (1300–1310)
- Shah-Kaykhusraw (1310–1328)
- Sharaf al-Muluk (1328–1334)
- Hasan II (1334–1349)